# Vittorio Spinazzola
Vittorio Spinazzola, né le 2 avril 1863 à Matera et mort le 13 avril 1943 à Rome, est un archéologue italien.
Surintendant aux fouilles et musées de plusieurs provinces de l'Italie du Sud à partir de 1910, il conduit des fouilles décisives sur le site de Pompéi jusqu'à sa révocation par le gouvernement de Mussolini en 1924. Les résultats de ses travaux sur ce site sont publiés dix ans après sa mort.

## Biographie
Né le 2 avril 1863 à Matera, Vittorio Spinazzola poursuit des études à l'université de Naples - Frédéric-II où il est notamment l'élève de Giuseppe Fiorelli. Il entre, en 1893, comme inspecteur dans l'administration provinciale pour l'art antique, en charge, entre 1895 et 1896 du musée archéologique de Bologne et du musée archéologique national de Tarente.
Il occupe ensuite divers postes : secrétaire particulier du ministre de l'Instruction publique en 1897, directeur du musée San Martino de Naples de 1898 à 1910. En même temps, il réalise les premières fouilles scientifiques à Paestum (basilique et monuments du forum).

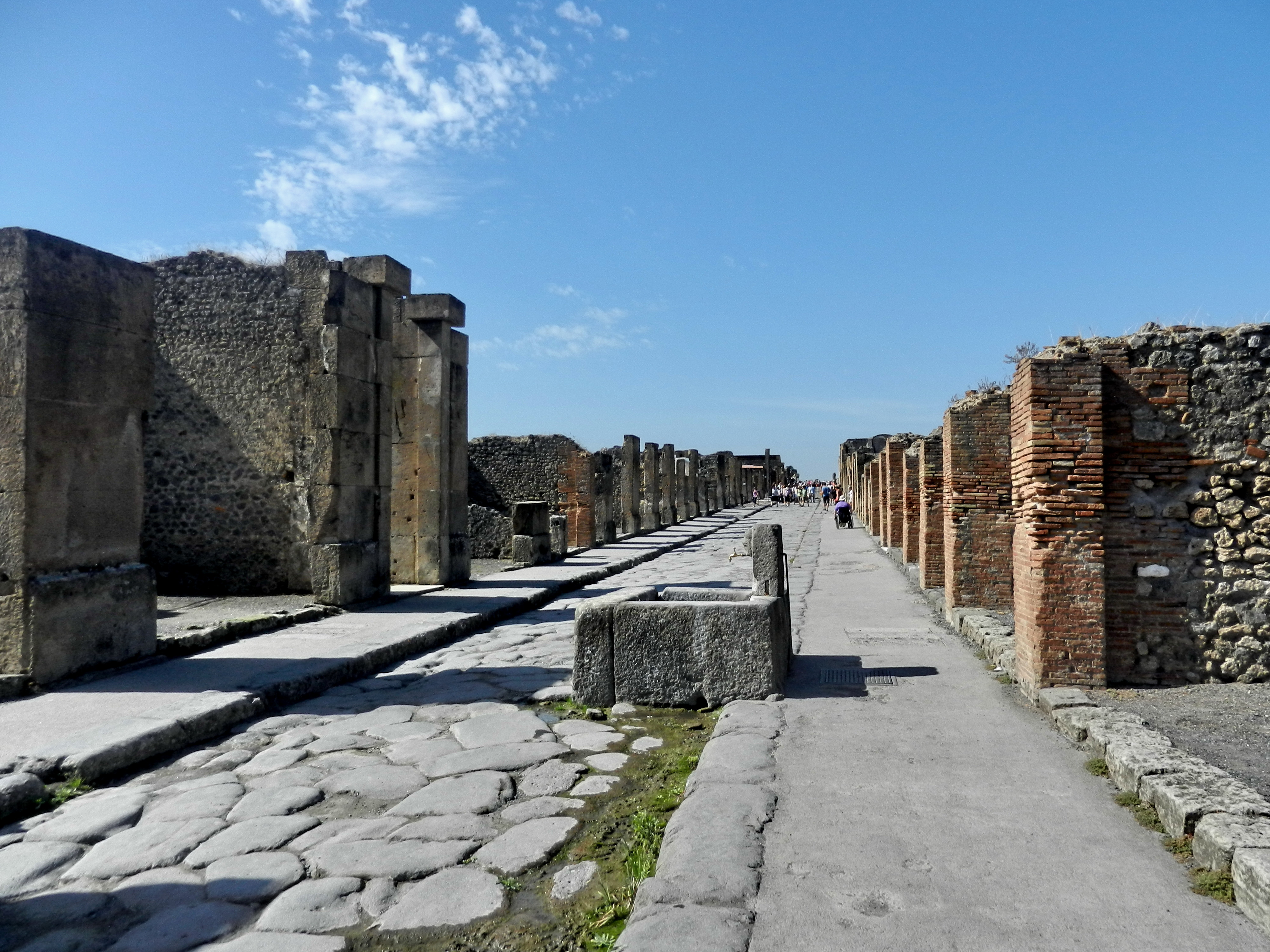
Rue de l'Abondance.

En 1910 il devient directeur du musée national de Naples puis surintendant aux fouilles et musées des provinces de Naples, Caserte, Avellino, Salerne, Bénévent et Campobasso. C'est alors, et pendant treize ans, qu'il conduit des fouilles à Pompéi, étudiant notamment de manière rigoureuse la rue de l'Abondance mais prenant garde à ce que ses fouilles ne soient pas destructrices.
En raison de ses critiques sur le régime mussolinien et de son appartenance, depuis 1911, à la loge maçonnique romaine de la « Propagande maçonnique », Spinazzola doit abandonner les fouilles de Pompéi en 1924 et renoncer à sa charge de surintendant ; il envisage alors de démissionner de l'administration mais se ravise. Sa disgrâce semble largement due à la profonde hostilité politique et personnelle que lui vouent Hélène d'Orléans, ardente partisane du régime, ainsi que Giovanni Gentile, ministre de l'Éducation publique de l'époque. Dès lors il cesse toute activité sur le terrain, se consacrant exclusivement à la mise en ordre de ses notes de travail en vue de leur publication.
Esprit ouvert et amateur d'art dès sa jeunesse, il se lie avec des artistes comme le sculpteur Emilio Franceschi et le peintre Gioacchino Toma, ou des intellectuels comme l'écrivain Gabriele D'Annunzio et le philosophe Benedetto Croce.
En 1932 il épouse en secondes noces l'archéologue Alda Levi qu'il a rencontrée à Naples en 1915.
Il meurt le 13 avril 1943 à Rome. Ses travaux sur la rue de l'Abondance à Pompéi ne peuvent être publiés de son vivant : les manuscrits détenus par l'éditeur, ainsi qu'une partie déjà imprimée de l'ouvrage sont perdus lors du bombardement de son imprimerie. Une copie, ultérieurement retrouvée à Milan, est cependant publiée en 1953 sous les auspices de d'Alda Levi et de Salvatore Aurigemma, qui a épousé Maria Giulia, fille née du premier mariage de Spinazzola,.

## Publications
- (it) Gli augures, Rome, E. Loescher, 1895, 192 p.
- (it) Gli avvenimenti del 1799 in Napoli da nuove ricerche e documenti inediti del Museo nazionale di San Martino, Naples, L. Pierro, 1899, 145 p. (lire en ligne).
- (it) Le origini e il cammino dell'arte. Prelezioni ad un corso di estetica, Bari, G. Laterza & figli, 1904, 350 p. (lire en ligne).
- (it) L'Arte ed il Seicento in Napoli. Alla Certose di San Martino, V. Morano, Napoli 1905, 36 p..
- (it) L'Anfiteatro Flavio: storia degli scavi ed ultime scoperte, 1590–1895, Naples, R. Marghieri, 1907, 32 et II p. (lire en ligne).
- (it) L'Arte di Dante, Naples, Riccardo Ricciardi, 1921, 115 p..
- (it) Le Arti decorative in Pompei e nel Museo nazionale di Napoli, Milan, Bestetti & Tumminelli, 1928, 300 p..
- (it) Pompei alla luce degli scavi nuovi di Via dell'Abbondanza, anni 1910-1923  (textes collectés et relus par Alda Levi Spinazzola), vol. I et II, Rome, La Libreria dello Stato, 1953.